# Großräschen
Bản mẫu:Foreignchars
Großräschen (Sorbian: Rań) là một đô thị thuộc huyện Oberspreewald-Lausitz, bang Brandenburg, Đức.

## Partner cities
- Trzebiatów (Treptow), Poland, since 2006